# Ekološka katastrofa
Ekološka katastrofa v sestavi in delovanju ekosistemov povzroča spremembe, ki ovirajo ali preprečujejo samoobnovo in samočiščenje življenjskih združb. Če okolje ne izpolnjuje svojih temeljnih fukcij, če ne more zadovoljevati človeških potreb in če izgublja sposobnost obnavljanja svojih zalog, govorimo o ekološki katastrofi. Ekološko katasrofo največkrat povzročijo siloviti naravni dejavniki, kot so npr. izbruhi vulkanov, požari, zemeljski udori ali pa človekova dejavnost, če prestopi mejo tolerance. Najpogostejši vzroki za ekološko katastrofo so npr.: zapraševanje, zastrupljanje okolja, ogrevanje, uničevanje biotopov in biocenoz. Ekološka katastrofa v Evropi je na primer hitro napredujoče odmiranje iglavcev.